# Эшебюттель
Эшебюттель (нем. Oeschebüttel) — община в Германии, в земле Шлезвиг-Гольштейн. 
Входит в состав района Штайнбург. Подчиняется управлению Келлингхузен-Ланд.  Население составляет 188 человек (на 31 декабря 2010 года). Занимает площадь 5,48 км².